# Juan Valdivieso
Juan Humberto Valdivieso Padilla (* 6. Mai 1910 in Lima, Peru; † 2. Mai 2007 ebenda) war ein peruanischer Fußballtorwart und -trainer. Er nahm an der ersten Fußball-Weltmeisterschaft 1930 und den Olympischen Sommerspielen 1936 teil.

## Karriere

### Verein
Valdivieso verbrachte seine gesamte Spielerkarriere von 1927 bis 1941 bei Alianza Lima. In dieser Zeit gewann er fünfmal die peruanische Meisterschaft.
Am 15. August 1933 musste Valdivieso im Spiel gegen den Stadtrivalen Sportivo Unión wegen einer Verletzung von Alejandro Villanueva als Stürmer auflaufen und erzielte beim 8:1-Sieg von Alianza sieben Tore.

### Nationalmannschaft

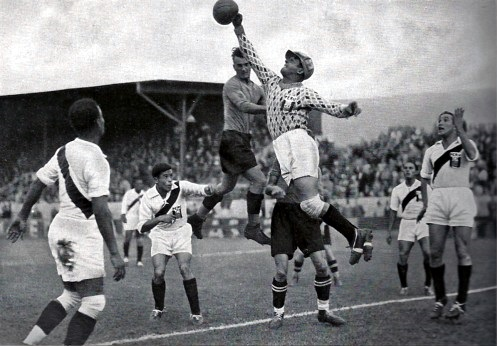
Valdivieso in Aktion im Spiel gegen Österreich beim olympischen Fußballturnier 1936

Zwischen 1930 und 1938 bestritt Valdivieso zehn Länderspiele für die peruanische Fußballnationalmannschaft.
Anlässlich der ersten Fußball-Weltmeisterschaft 1930 in Uruguay wurde er in das peruanische Aufgebot berufen. Bei diesem Turnier kam er im ersten Vorrundenspiel gegen Rumänien zum Einsatz.
Bei der  Südamerikameisterschaft 1935 im eigenen Land stand Valdivieso in allen drei Spielen im peruanischen Tor. Peru belegte am Ende des Turniers den dritten Platz und war nach dem Verzicht Uruguays und Argentiniens als Südamerikavertreter für die Olympischen Sommerspiele 1936 in Berlin qualifiziert. Valdivieso bestritt beide Spiele Perus beim olympischen Fußballturnier. Nach dem 7:3 gegen Finnland im Achtelfinale schlugen die Peruaner im Viertelfinale die österreichische Mannschaft mit 4:2 nach Verlängerung. Nach Spielende legte die österreichische Delegation Protest wegen eines angeblichen Platzsturmes peruanischer Zuschauer ein. Ein Schiedsgericht, das nur aus Europäern bestand, ordnete ein Wiederholungsspiel an. Daraufhin reiste die gesamte peruanische Olympiamannschaft aus Protest in ihre Heimat zurück.
1937 stand er noch einmal im Kader bei der Südamerikameisterschaft, wo er im Spiel gegen Brasilien eingesetzt wurde.

### Trainerkarriere
Als Trainer betreute Valdivieso die Mannschaften von Deportivo Municipal und Defensor aus Lima, die Sport Boys aus Callao sowie von 1954 bis 1955 die peruanische Nationalmannschaft. Mit Deportivo Municipal gewann er 1943 und 1950 die peruanische Meisterschaft.

## Erfolge

### Als Spieler
- Peruanischer Meister: 1927, 1928, 1931, 1932 und 1933

### Als Trainer
- Peruanischer Meister: 1943 und 1950

## Privates
Sein jüngster Sohn Luis Valdivieso Montano war von 2008 bis 2009 peruanischer Wirtschafts- und Finanzminister sowie von 2009 bis 2011 peruanischer Botschafter in den Vereinigten Staaten. Sein Enkel Juan Pablo Valdivieso nahm für Peru an den olympischen Schwimmwettbewerben 2000 in Sydney und 2004 in Athen teil.
Juan Valdivieso starb am 2. Mai 2007, wenige Tage vor seinem 97. Geburtstag, in seiner Geburtsstadt Lima an Herzversagen.